# Eutheria
A Eutheria az emlősök osztályának egy csoportja, melybe a ma élő méhlepényesek és kihalt rokonaik tartoznak. Az Eutheria nevet gyakran használják a méhlepényesek (Placentalia) szinonimájaként, helytelenül, hiszen a méhlepényesek csak egy része a csoportnak. A Metatheria csoporttal együtt alkotja az elevenszülő emlősök (Theria) alosztályát, amelybe a tojásrakó emlősökön kívül az összes élő emlős beletartozik.